# Estado Soberano de Antioquia
El Estado Soberano de Antioquia fue una división administrativa y territorial de los Estados Unidos de Colombia. El ente territorial, creado el 11 de junio de 1856 con el nombre de Estado Federal de Antioquia, fue oficialmente reconocido como Estado de la Federación en la constitución nacional de 1858, y finalmente denominado Soberano en la constitución nacional de 1863. El estado subsistió hasta el 7 de septiembre de 1886 cuando entra en rigor la Constitución política colombiana de 1886 y pasa a llamarse Departamento de Antioquia.

## Historia
Durante la primera independencia de Colombia (la denominada Patria Boba), la provincia que lleva hoy el nombre de Antioquia ya se había declarado estado soberano e independiente, declarando también como su capital a la ciudad de Santa Fe de Antioquia; Este municipio mantendría la condición de capital de la provincia hasta el año de 1826, cuando fue trasladada a Medellín. Su territorio correspondía en su mayor parte con el que luego sería llamado Estado Soberano de Antioquia.
Dicha provincia fue luego integrante de la Gran Colombia como parte del Departamento de Cundinamarca; una vez se desintegró dicha nación la Provincia de Antioquia formó parte de la República de la Nueva Granada, con el mismo territorio de 1810; más tarde (1851) esta fue subdividida en tres provincias: Antioquia, Medellín y Córdova.
Debido a los aires federalistas que estaba tomando la nación, los representantes de Antioquia piden al Congreso de la República que se reunificara la provincia y se erigiera en Estado Federal, acto que se cumplió el 11 de junio de 1856. El 27 de enero de 1863 se expidió la Constitución Política del Estado Soberano de Antioquia. Entre sus rasgos destacados, en ella se establece de nuevo la uni-cameralidad de la Asamblea del Estado, la cual se componía de diputados (30 de ellos), nombrados por los municipios. Esta decisión aparecería luego ratificada en la nueva constitución estatal del 13 de agosto de 1864. Para los fines de su administración política y civil, el territorio del Estado Soberano de Antioquia se dividió en departamentos, y éstos a su vez se dividieron en distritos y aldeas.

## Geografía

### Límites

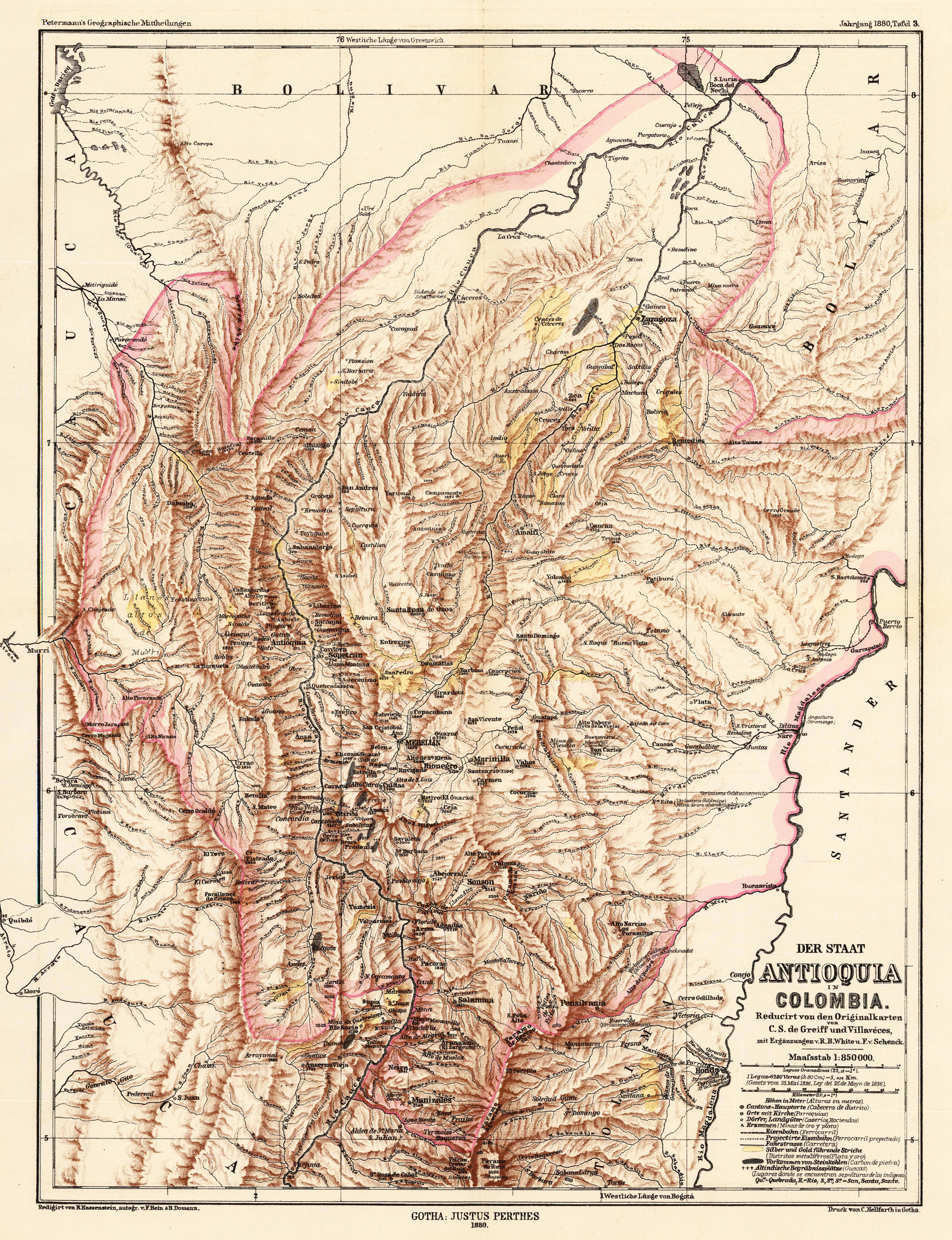
Estado Soberano de Antioquia en 1880.

Antioquia limitaba al norte con el estado de Bolívar, al este con los de Boyacá y Santander, al sur con los del Cauca y Tolima y al oeste con el Cauca. A grandes rasgos estos límites eran semejantes a los que poseía la Provincia de Antioquia en 1850, antes de ser dividida en las provincias de Antioquia, Medellín y Córdova (si bien en 1851 el distrito de Urabá fue trasladado a la Provincia del Chocó y el 14 de mayo de 1857 se le agrega al Estado de Antioquia el distrito de Nare, segregándolo de la Provincia de Mariquita); los límites particulares eran:
- Con el Tolima: la boca del río La Miel, aguas arriba, hasta sus fuentes en el páramo de San Félix; y de este hacia el sur, por la cumbre de los páramos hasta la cabecera del río Chinchiná.

- Con el Cauca: el Chinchiná desde su cabecera aguas abajo, hasta su unión con el río Cauca; y luego por el Cauca aguas abajo hasta la boca de la quebrada Arquía en su banda izquierda. La quebrada Arquía hasta su origen en la Cordillera Occidental y luego las cumbres de esta cordillera hasta el cerro de Caramanta; luego los farallones del Citará hasta el cerro Plateado, luego la línea al noroeste por el cerro La Horqueta y luego al sur hasta las cumbres que separan las aguas que separan las aguas que van al río Ocaidó de las que van al Bebará; de allí por el noroeste hasta el cerro Piedragorda, siguiendo luego de forma recta al norte hasta la triple unión de los ríos Sucio, Pavarandó y Mongudó, después de atravesar el río Arquía, el cerro Mujandó, río Murrí, cerro Chajeadó, monte Carmelo y Buenavista; de la triple unión por las cumbres que separan las aguas del Murindó de las del Pavarandó; de este punto por las aguas del río Mongudó hasta el camino a Murindó, el cual sigue hasta la confluencia de los ríos León y Leoncito y finalmente hasta la serranía de Abibe.

- Con Bolívar: por la serranía de Abibe en dirección sur hasta la cabecera del río Sinú, yendo luego en busca el río San Jorge; de aquí hasta la loma donde nace el río Pegadó y que separa las aguas de los ríos Cauca y San Jorge; después por la cumbre de la serranía de Ayapel en dirección noreste hasta la llanura selvática del norte, donde una línea imaginaria llega hasta la ciénaga de San Lorenzo; de esta ciénaga llega a las aguas del caño Aguaclara, aguas arriba, hasta el camino que va de Ayapel a Santa Lucía, y luego todo el camino hasta la ribera del Cauca; atravesando el río hasta la quebrada Santa Lucía hasta su origen; luego la serranía hasta la cabecera de la quebrada Santa Isabel, aguas abajo hasta la unión con la de Siguaná; por los cerros para llegar al cerro de Siguaná cerca a Guamocó, y después por los cerros de la Hebilla hasta encontrar la unión de los ríos Tiqué y Cañaverales; baja luego al río Puná y por la serranía de Sacramento hasta el cerro Tamar, origen del río de su nombre; luego este río, aguas abajo, hasta su unión con el Ité, donde empieza a llamarse Cimitarra; de aquí en línea recta hasta el caserío de Bohórquez sobre el Magdalena.

- Con Santander: desde el caserío de Bohórquez, siguiendo el Magdalena aguas arriba hasta la quebrada del Ermitaño.

- Con Cundinamarca (que a partir de 1867 pasaría a ser con Boyacá): el Magdalena curso arriba desde la quebrada del Ermitaño hasta la boca del río La Miel.[9]

En la actualidad el territorio correspondiente al Estado Soberano de Antioquia está repartido entre los departamentos de Antioquia y Caldas, al occidente de Colombia.

### Divisiones administrativas

División territorial del Estado Soberano de Antioquia, en 1859.

División territorial del Estado Soberano de Antioquia, en 1865.

División territorial del Estado Soberano de Antioquia, en 1885.

Por medio de la ley del 11 de junio de 1856, el Estado quedó conformado por las mismas provincias que lo constituyeron:
- Antioquia (capital Santa Fe de Antioquia)
- Córdova (capital Rionegro)
- Medellín (capital Medellín)

Más tarde el Estado por ley del 17 de diciembre de 1859, quedó dividido el territorio en 6 departamentos:
- Córdova.
- Medellín.
- Remedios.
- Santa Rosa de Osos.
- Santa Fe de Antioquia.
- Sonsón.

Por medio de la ley del 23 de agosto de 1864, expedida durante el gobierno de Pedro Justo Berrío, el Estado se dividió en 5 departamentos:
- Centro (capital Medellín).
- Norte (capital Santa Rosa de Osos).
- Occidente (capital Santa Fe de Antioquia).
- Oriente (capital Marinilla).
- Sur (capital Salamina).

Para 1876 la división consistía en 6 departamentos:
- Centro (capital Medellín).
- Norte (capital Santa Rosa de Osos).
- Occidente (capital Santa Fe de Antioquia).
- Oriente (capital Marinilla).
- Sopetrán (capital Sopetrán).
- Sur (capital Salamina).

Sin embargo esta división se volvió a alterar en la década de 1880, dando como resultado un total de 9 departamentos.
- Cauca (capital Titiribí).
- Centro (capital Medellín).
- Norte (capital Santa Rosa de Osos).
- Nordeste (capital Remedios).
- Occidente (capital Santa Fe de Antioquia).
- Oriente (capital Rionegro).
- Sopetrán (capital Sopetrán).
- Sur (capital Manizales).
- Suroeste (capital Jericó).